# Coptosperma peteri
Coptosperma peteri är en måreväxtart som först beskrevs av Diane Mary Bridson, och fick sitt nu gällande namn av J. Degreef. Coptosperma peteri ingår i släktet Coptosperma och familjen måreväxter.
Artens utbredningsområde är Tanzania. Inga underarter finns listade i Catalogue of Life.